# كيفن غالفان
كيفن غالفان (بالإسبانية: Kevin Galván) هو لاعب كرة قدم بنمي، ولد في 10 مارس 1996 في كولون (بنما) في بنما. شارك مع منتخب بنما لكرة القدم. أما مع النوادي، فقد لعب مع سبورتينغ سان ميغيليتو.

## وصلات خارجية
- كيفن غالفان على موقع قاعدة بيانات كرة القدم.إي يو (الإنجليزية)
- كيفن غالفان على موقع ناشيونال فوتبول تيمز (الإنجليزية)
- كيفن غالفان على موقع Soccerway.com (الإنجليزية)
- كيفن غالفان على موقع عالم كرة القدم.نت (الإنجليزية)